# Phyllodromica subaptera
Espèce
Phyllodromica subaptera est une espèce de blattes de la famille des Ectobiidae et de la sous-famille des Ectobiinae.

## Systématique
L'espèce Phyllodromica subaptera a été décrite pour la première fois en 1838 par l'entomologiste français Pierre Rambur (1801-1870) sous le protonyme Blatta subaptera.
Phyllodromica subaptera a pour synonymes :
- Blatta subaptera Rambur, 1838
- Lobolampra subaptera (Rambur, 1838)

## Description
L'espèce se reconnaît facilement avec l'abondance de ses motifs beiges.

## Distribution et écologie
C'est une espèce méditerranéenne qui fréquente les dunes littorales et les milieux sablonneux. En France, elle remonte jusque dans le Gers. Présente en Corse.

## Biologie
On ne retrouve que des femelles, l'espèce étant parthénogénétique.